# زولتسفلد (رن-گرابفلد)
زولتسفلد (به آلمانی: Sulzfeld) یک شهر در آلمان است که در رن-گرابفلد واقع شده‌است. زولتسفلد ۱٬۷۷۹ نفر جمعیت دارد.